# Андреев, Анатолий Анатольевич
Анатолий Анатольевич Андре́ев (3 декабря 1909, Орёл — 22 октября 1977, Пицунда, Абхазская АССР) — советский авиаконструктор самолётов «МиГ».

## Биография

### Ранние годы
Родился 3 декабря 1909 года в Орле. К 1930 году окончил 3 курса МГУ. С 1929 по 1931 годы работал чертежником-конструктором на заводе № 22 ГУАП НКТП.   

### Работа в оборонной промышленности

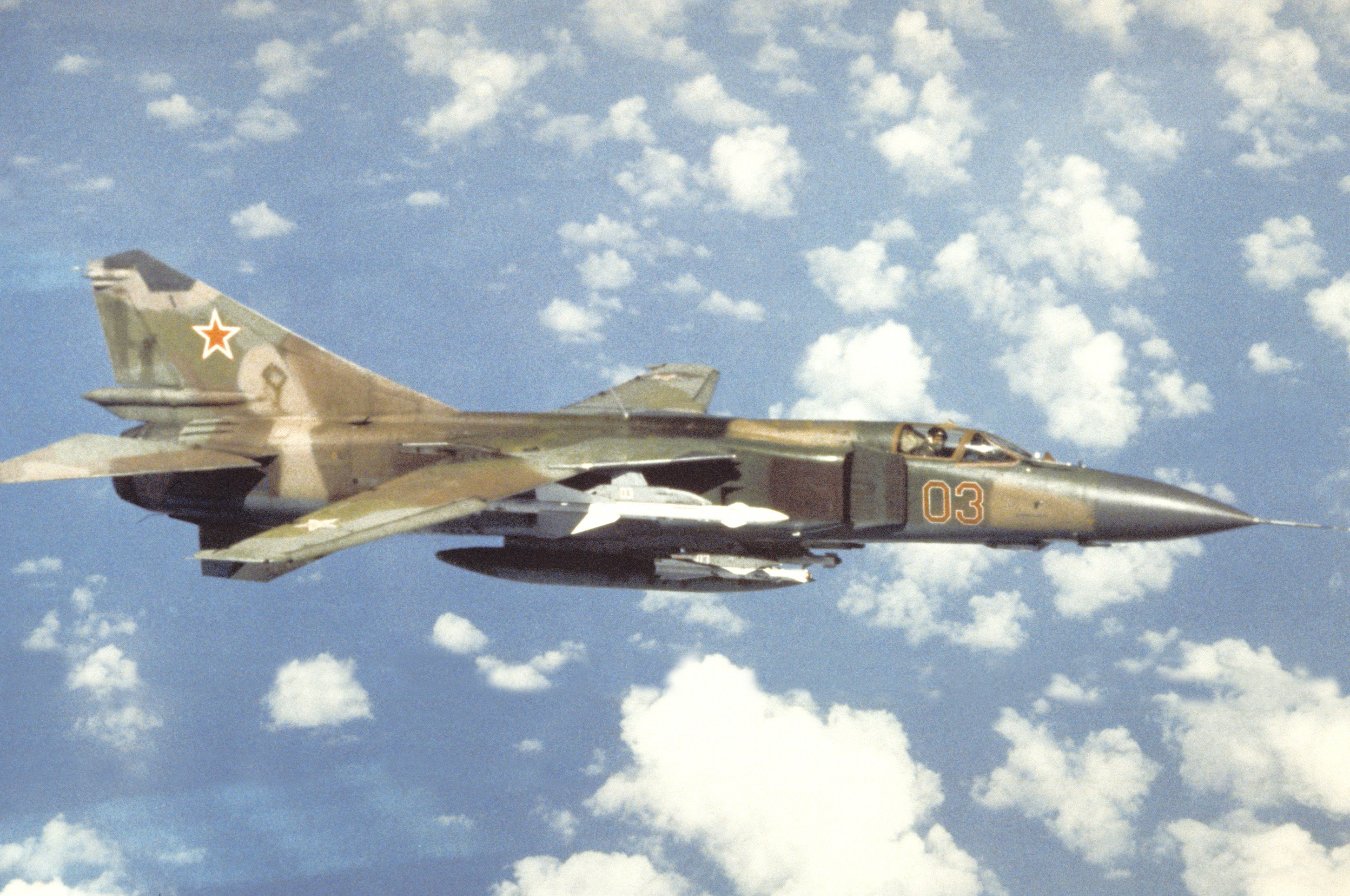
Самолёт МиГ-23, главным конструктором которого был А. А. Андреев

В 1941—1946 годах главный конструктор завода № 218 (ОКБ-218 НКАП, ОКБ-5 завода № 218 МАП), с 1946 инженер ОКБ-155.
С началом в апреле 1947 года разработки фронтового истребителя с реактивным двигателем и герметичной кабиной экипажа Андреев был назначен ведущим инженером по самолёту под общим руководством конструкторскими работами заместителя главного конструктора А. Г. Брунова. 30 декабря 1947 года летчик-испытатель В. Н. Юганов поднял в воздух опытный образец истребителя, а 15 марта 1948 года он был запущен в серийное производство как МиГ-15. Он стал первым советским серийным истребителем со стреловидным крылом.

### Смерть

Семейная могила Анатолия Андреева и Валентины Глиэр на Новодевичьем кладбище в Москве

В октябре 1977 года Андреев отдыхал в Пицунде, где он скоропостижно скончался 22 октября. На служебном самолёте «ОКБ Микояна» тело было доставлено в Москву. Похоронен Анатолий Анатольевич на Новодевичьем кладбище.

### Семья
Был женат, жена — Валентина Рейнгольдовна Глиэр (1913—2002), дочь известного композитора, брак был бездетным.

## Награды и премии
- Сталинская премия первой степени (1952) — за участие в создании самолёта МиГ-17
- Ленинская премия (1962)
- Орден Ленина
- Орден Красной Звезды
- Орден Трудового Красного Знамени